# 富山県立水橋高等学校
富山県立水橋高等学校（とやまけんりつ みずはしこうとうがっこう、英: Toyama Prefectural Mizuhashi High School）は、かつて富山県富山市水橋中村にあった公立の高等学校。富山県立富山北部高等学校との統合により、2022年（令和4年）3月末に閉校した。

## 設置学科
- 普通科
  - 体育コース

## 概要
呉羽高校、福岡高校と共に、富山県の高等学校で初めて男子制服にブレザー＆ネクタイを採用。県下の公立高等学校で唯一体育コースを設置していた。

## 沿革
- 1980年（昭和55年）6月30日 - 建設場所が決定する[2]。
- 1982年（昭和57年）12月21日 - 校名を富山県立水橋高等学校に決定（高校設置条例）。
- 1983年（昭和58年）
  - 3月14日 - 校章決定。
  - 4月1日 - 富山県立水橋高等学校を設立。
  - 4月7日 - 開校式[1]。
  - 10月1日 - 校訓制定。
  - 11月1日 - 校旗樹立。
- 1985年（昭和60年）
  - 2月21日 - 校歌制定。
  - 5月10日 - 創校記念日制定（校歌制定記念式典）。
- 1988年（昭和63年）
  - 4月1日 - 水橋高等学校育英会（相山奨学会）発足。
  - 10月2日 - 相山記念館落成式典挙行。
- 2022年（令和4年）
  - 3月2日 - 閉校式。
  - 3月31日 - 閉校[3]。

## 教育方針

### 校訓
心を極め　道を拓く　－極心而拓道－

### 教育目標
- 学ぶことの厳しさや楽しさを通して優れた知性を養い、生徒の個性・能力を伸長する。
- 風雪に耐えて生き抜く、強くたくましい体力・気力を培う。
- 学校のみならず、社会の一員としての責任感や連帯意識を培い、心豊かな人間としての生活を営む能力を育てる。

### 教育方針
全教職員の共通理解のもとに、家庭及び地域社会との連携をも密にし、創造性豊かな人間の育成を図り、優れた校風の樹立と教育目標の達成に努める。
1,考える人間
- 自らすすんで学習する意欲を醸成し、その習慣づけを徹さ底する。
- 学習活動や特別活動を通して、それぞれの能力や適性の伸長を図る。

2,たくましい人間
- 目標に向かって果敢に挑戦させ、苦しみに耐える強靱な体力と旺盛な気力の育成を図る。
- 高校生としての基本的習慣を身につけさせるとともに、自主性・自律性の涵養に努める。

3,あたたかい人間
- 豊かな感性の育成に努めるとともに、友情を大切にするあたたかい心と敬愛の精神を培う。
- 集団生活のきまりを尊重させるとともに、対話のある生活態度を育成する。

### 校則
2018年2月、頭髪に関する校則を違反し、指導に従わなかった46人の生徒に対して、7人の教職員が髪を切る体罰を行っていたことが公表されている。

## 部活動
サッカー部は全国高等学校サッカー選手権大会に過去6度出場していた。
カヌー部は全国高等学校総合体育大会(インターハイ)や国体に毎年出場していた。
- 運動部 - サッカー、カヌー、野球、陸上競技、テニス、フェンシング、バスケットボール、バレーボール、ハンドボール、バドミントン
- 文化部 - 吹奏楽、芸術、放送、写真、茶道、コンピューター、料理

## 校歌
作詞：林勝次、作曲：萩原英彦

## その他
- 水橋高校跡地に新たに建設される義務教育学校の名称が「水橋学園」に決定し、2026年（令和8年）4月開校予定。[5]。

## アクセス
- あいの風とやま鉄道線水橋駅 徒歩約10分

## 著名な出身者
- 今井美亜 - A級競艇選手
- 瀬戸春樹 - 元サッカー選手
- 長谷川太一 - 元サッカー選手
- 太田敬人 - サッカー選手
- 荒瀬洋太 - 北日本放送アナウンサー、シドニー五輪競泳男子1500m自由形日本代表

## その他
- 各種証明書（卒業証明書・成績証明書・単位修得証明書等）の発行については事務移管先の富山県立富山北部高等学校にて申請を行う。